# Sainte-Cécile-de-Whitton
Pour les articles homonymes, voir Sainte-Cécile, Sainte Cécile et Cécile.
Sainte-Cécile-de-Whitton est une municipalité du Québec située dans la municipalité régionale de comté (MRC)  Le Granit en Estrie.

## Toponymie
Bien qu'elle fasse référence à Cécile de Rome, on estime que la municipalité doit son nom à la mère de l'abbé Philémon Brassard ou encore à Cécile Morin, épouse de David, qui offre sa maison pour y célébrer la première messe.
« Longtemps identifié sous le nom de Whitton-Nord, par suite de la création de la municipalité de Whitton-Partie-Nord, en 1890, l'endroit a conservé cette appellation jusqu'à récemment dans l'usage courant, en dépit de la modification dénominative en Sainte-Cécile-de-Whitton, intervenue dès 1920. Cette dernière dénomination reprenait celle de la paroisse fondée en 1871, desservie comme mission de 1879 à 1888 et érigée canoniquement en 1890 ».

## Histoire
Dans ces années 1880, le chemin de fer Québec Central qui reliait Lac-Mégantic à Québec passait dans la municipalité et 2 gares y sont construites, à Sainte-Cécile Station et à Saint-Samuel Station.  Le train favorisait l'exploitation du granit qui était chargé sur le train directement.  
Il y avait aussi 3 bureaux de poste, soit dans les 2 stations et au village.  Autrefois les sœurs religieuses bâtirent un couvent (qui est aujourd'hui l'hôtel de ville) et enseignaient aux filles; les garçons allaient au collège (qui est maintenant l'école primaire).  Il y eut aussi à une certaine époque une école chapelle à Saint-Samuel Station et une autre dans le Rang 10.  Un des curés qui a marqué l'histoire est l'abbé Vital Dodier, qui y a été longtemps curé dans les années 1920 et qui repose au cimetière de Sainte-Cécile depuis 1930.

### Chronologie
- 19 septembre 1889 : Érection de la municipalité de Whitton.
- 8 mars 1920 : La municipalité de Whitton devient la municipalité de Sainte-Cécile-de-Whitton.

## Géographie
Les trois principaux lacs sont le Lac des Trois Milles, le lac du Rat Musqué et le lac de la Damme.  Le Mont Sainte-Cécile (887 mètres)  borde le nord tandis que la rivière Chaudière le sud. La route 263 traverse la municipalité, la reliant à Lac-Mégantic d'un côté et Saint-Sébastien de l'autre. 

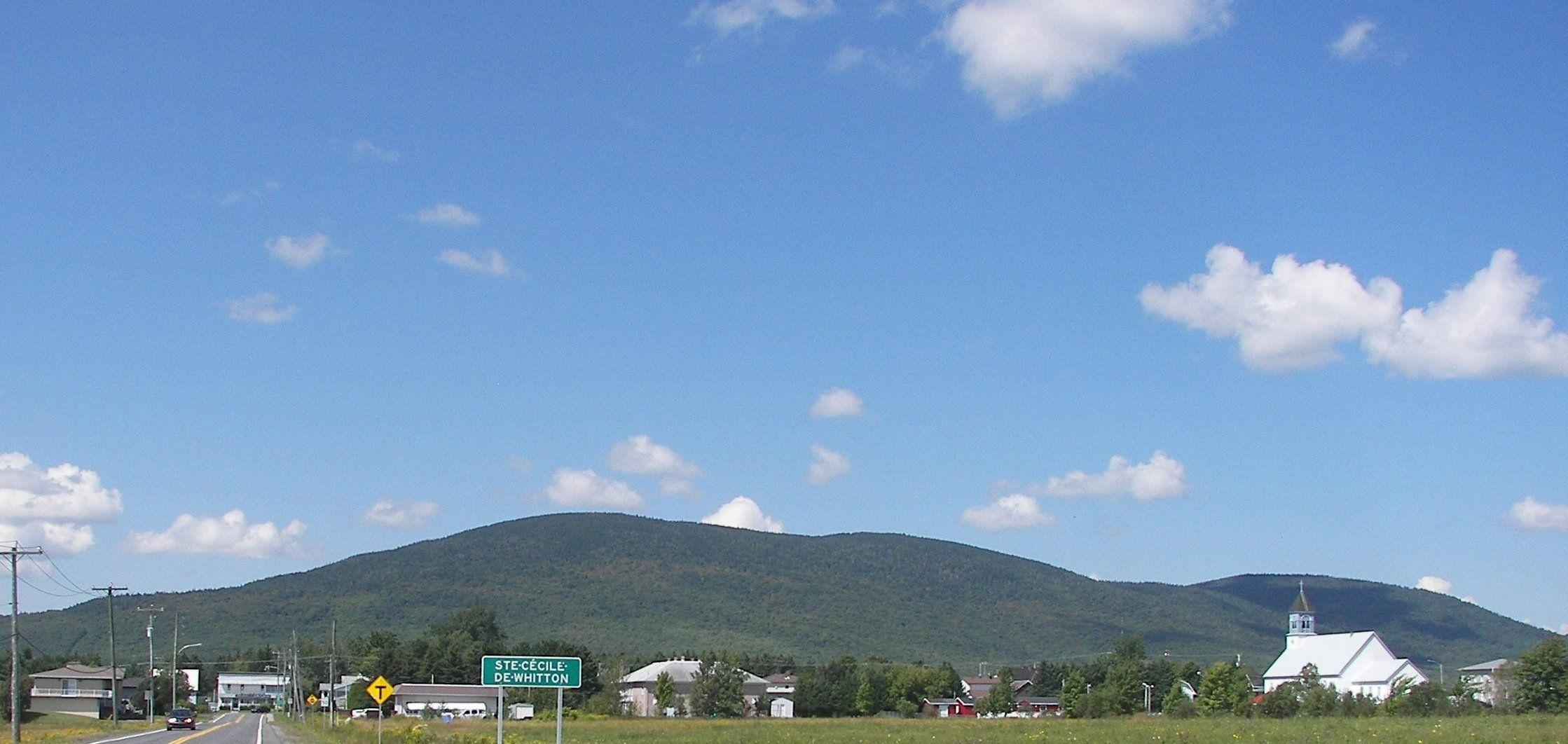
Village de Ste-Cécile au pied de la montagne du même nom.

## Démographie
| 1996 | 2001 | 2006 | 2011 | 2016 | 2021 |
| ---- | ---- | ---- | ---- | ---- | ---- |
| 821  | 876  | 899  | 892  | 863  | 853  |

## Administration
Les élections municipales se font en bloc pour le maire et les six conseillers.
| Sainte-Cécile-de-Whitton Maires depuis 2001                                                                          |               |         |          |
| Élection | Maire         | Qualité | Résultat |
| 2001 | Alain Hinse   |         | Voir     |
| 2005 | Maurice Guay  |         | Voir     |
| 2009 | Diane Turgeon |         | Voir     |
| 2013 | Diane Turgeon | Voir    |          |
| 2017 | Diane Turgeon | Voir    |          |
| 2021 | Pierre Dumas  |         | Voir     |
| Élection partielle en italique Depuis 2005, les élections sont simultanées dans toutes les municipalités québécoises |               |         |          |

## Économie
La plus grande usine est Granit Bussières (granit) ainsi que plusieurs fermes laitières et cabanes à sucre.  Il y a quelques années y était aussi implantée une petite usine de granit dans le village qui s'appelait Granit Isabel; cette usine a été détruite pendant l'été 2007.

## Services
Pour la plupart concentrés dans le village, les services publics sont l'école primaire, l'église, le bureau de poste, le pavillon, l'OTJ (patinoire et terrain de baseball), l'hôtel de ville et le service d'incendie au village et à Saint-Samuel Station, il y a aussi l'OTJ de St-Samuel où il y a patinoire extérieure (avec cabane), un parc pour enfants, terrain de baseball et plusieurs activités dans l'année.
L'école primaire a environ 75 élèves d'inscrits, de la maternelle à la 6e année. Elle fait partie de la Commission Scolaire des Hauts Cantons.  
La paroisse Sainte-Cécile fait partie de l'unité pastorale Sainte-Marie du Lac du diocèse de Sherbrooke.  
L'hôtel de ville est l'ancien couvent qui est aujourd'hui la salle du conseil municipal.  